# Рамо
 За френския композитор вижте Жан-Филип Рамо.  
Рамото (на латински: articulatio humeri) е мястото, където се присъединява ръката към торса. То трябва да бъде достатъчно подвижно, за да имат ръцете голям обхват на действие, но също така и достатъчно стабилно, за да се даде възможност за действия като повдигане, бутане и дърпане.

## Анатомия на човешкото рамо
Рамото се състои от три кости: ключица, лопатка и раменна кост, както и от мускули и сухожилия. То има пет стави – три „истински“ и две „фалшиви“.